# Ист Перу (Ајова)
Ист Перу (енгл. East Peru) град је у америчкој савезној држави Ајова. По попису становништва из 2010. у њему је живело 125 становника.

## Демографија
Према попису становништва из 2010. у граду је живело 125 становника, што је -28 (-18.3%) становника више него 2000. године.
| Група             | 2000.       | 2010.        |
| Белци             | 146 (95,4%) | 125 (100.0%) |
| Афроамериканци    | 0 (0,0%)    | 0 (0,0%)     |
| Азијати           | 0 (0,0%)    | 0 (0,0%)     |
| Хиспаноамериканци | 6 (3,9%)    | 0 (0,0%)     |
| Укупно            | 153         | 125          |